# Битолска гръцка гимназия
Битолската гръцка гимназия (на гръцки: Ελληνικό Γυμνάσιο Μοναστηρίου) е основното гръцко учебно заведение в Западна Македония през втората половина на XIX и началото на XX век. Гимназията е основана преди 1871 година в Битоля (на гръцки Монастири) и съществува до попадането на града в Сърбия след Междусъюзническата война в 1913 година. Гимназията е поддържана от Битолската гръцка община и в нея учат както власи гъркомани от Битоля, Магарево, Гопеш, Търново, Нижеполе, Крушево, Бел камен, така и много българи.

## История
Няма точни данни за основаването на първото гръцко училище в Битоля. Матеос Параникас смята, че първото училище е основано в 1834 година, като с него са съгласни Константинос Вакалопулос и Стефанос Пападопулос. Това училище не е средно, макар да има 5 общи и 3 горни класа. Учител в него е Димитриос Варнавас. Първият гимназиален клас се появява в частното училище на Маргаритис Димицас в 1851 година. Първата гимназиална програма е от 1871 година и е запазена в консулски доклади до гръцкото външно министерство, тоест гимназията е основана преди тази дата. Директори на гимназията са Александрос Зуметикос (1861-1929), а по-късно Леон Папапавлос.